# Estadi Cheikha Ould Boïdiya
L'Estadi Cheikha Ould Boïdiya (Stade Cheikha Ould Boïdiya) és un estadi situat a Nouakchott, Mauritània amb capacitat per a 1.000 espectadors, usat principalment per la pràctica del futbol.